# Želmíra Gašparíková
Želmíra Gašparíková (18. ledna 1901 Martin – 15. prosince 1966 Praha) byla slovenská jazykovědkyně, knihovnice a bibliografka.

## Životopis
Narodila se v rodině uvědomělého vlastence Jozefa Gašparíka-Leštinského a jeho manželky Anny, rozené Jankovičové. Vzdělaní získávala v Martině, Prešově a v letech 1920–1925 studovala slovenskou filologii a srovnávací jazykovědu na filozofické fakultě Karlovy univerzity v Praze, v letech 1925–1926 na pařížské Sorbonně.
V letech 1945–1948 byla pověřena vedením Slovanské knihovny v Praze.
Její starší sestrou byla Anna Horáková-Gašparíková, osobní archivářka prezidenta Tomáše Garrigua Masaryka.

## Dílo
- Seznam děl v Souborném katalogu ČR, jejichž autorem nebo tématem je Želmíra Gašparíková
- Slovensko-český slovník (spoluautor A. Kamiš, 1967)
- Martin Kukučín: Pražské motívy, editorka, 1953
- Hop, čižmičky, sto míľ, překlad polských pohádek